# Diözese Southwell und Nottingham

Wappen

Die Diözese Southwell und Nottingham ist eine Diözese in der Province of York in der Church of England. Sie umfasst die englischen Grafschaft Nottinghamshire und einiger Gemeinden in South Yorkshire. Sie grenzt an die Diözesen Derby, Leicester, Lincoln und Sheffield. Die Kathedrale, Southwell Minster, und der Sitz des Bistums befinden sich in der kleinen Stadt Southwell, 24 km nördlich von Nottingham. Aktueller Bischof ist Paul Williams. Ihm ist Andy Emerton als Suffraganbischof zur Seite gestellt.

## Geschichte
Das heutige Gebiet der Diözese war ursprünglich die Archidiakonie Nottingham in der Erzdiözese York. 1837 wurde sie der Diözese Lincoln, Province of Canterbury, zugeordnet. Am 5. Februar 1884 wurde aus der Archidiakonie Nottingham und der Archidiakonie Derby von der Diözese Lichfield die Diözese Southwell gegründet. Am 7. Juli 1927 wurde aus der Achidiakonie Derby die selbstständige Diözese Derby. 1935 wurden beide Diözesen wieder der Province of York zugeordnet.
Im Februar 2005 beantragte die Diözesansynode eine Namensänderung, die im Juli von der Generalsynode der Church of England und am 15. November 2005 vom Privy Council genehmigt wurde.

## Erzdiakonie und Dekanate
| Diözese                        | Archidiakonien             | Ländliche Dekanate               |
| ------------------------------ | -------------------------- | -------------------------------- |
| Diözese Southwell & Nottingham | Erzdiakonie von Nottingham | Dekanat von East Bingham         |
| Diözese Southwell & Nottingham | Erzdiakonie von Nottingham | Dekanat Gedling                  |
| Diözese Southwell & Nottingham | Erzdiakonie von Nottingham | Dekanat von Nottingham North     |
| Diözese Southwell & Nottingham | Erzdiakonie von Nottingham | Dekanat von Nottingham South     |
| Diözese Southwell & Nottingham | Erzdiakonie von Nottingham | Dekanat von West Bingham         |
| Diözese Southwell & Nottingham | Erzdiakonie von Newark     | Dekanat von Bassetlaw und Bawtry |
| Diözese Southwell & Nottingham | Erzdiakonie von Newark     | Dekanat Mansfield                |
| Diözese Southwell & Nottingham | Erzdiakonie von Newark     | Dekanat von Newark und Southwell |
| Diözese Southwell & Nottingham | Erzdiakonie von Newark     | Dekanat von Newstead             |